# Alet-les-Bains
Alet-les-Bains is een gemeente in het Franse departement Aude (regio Occitanie) en telt 386 inwoners (2019). De plaats maakt deel uit van het arrondissement Limoux.

## Geografie
De oppervlakte van Alet-les-Bains bedraagt 23,0 km², de bevolkingsdichtheid is 16 inwoners per km². De gemeente ligt aan de Aude.
De onderstaande kaart toont de ligging van Alet-les-Bains met de belangrijkste infrastructuur en aangrenzende gemeenten.

## Demografie
Onderstaande figuur toont het verloop van het inwonertal (bron: INSEE-tellingen).

Vanwege een beveiligingsprobleem met de MediaWiki Graph-software is het momenteel niet mogelijk deze grafiek weer te geven. Zodra de software is bijgewerkt zal de grafiek vanzelf weer zichtbaar worden.

## Verkeer en vervoer
In de gemeente ligt spoorwegstation Alet-les-Bains.